# ジャンプ (フィギュアスケート)
ジャンプ（Jump）は、フィギュアスケートにおける要素のひとつ。

## 概要
フィギュアスケートにおけるジャンプは、ジャンプを跳ぶ際のエッジの使い方、踏み切り方、空中での脚のポジション、回転数により細かく区別される。跳び上がって1回転し着氷するジャンプはシングルジャンプまたは1回転、2回転し着氷するジャンプはダブルジャンプまたは2回転、3回転し着氷するジャンプはトリプルジャンプまたは3回転、4回転し着氷するジャンプはQuadrupleジャンプまたは4回転と呼ぶ。ジャンプそのものを表す際には、回転数のあとにジャンプの種類を付け加え、ダブル（2回転）ループジャンプ、4回転（クアドルプル）サルコウジャンプなどと呼ぶ。
フィギュアスケートでは、ジャンプの回転方向は上から見て左回り (反時計回り) を正回転とし、
右回り (時計回り) を逆回転とする。逆回転のジャンプの踏切や着地の脚は、正回転の場合と左右反対になる
。
逆回転するスケーターは逆回転ジャンパー (reverse jumpers) と呼ばれる。
主要ジャンプでは回転と同じ方向に流れるエッジで降りることになるため、すべて右足バックアウトエッジで降りることになる。空中での回転軸はどのジャンプも鉛直方向でなければならない。
ISUジャッジングシステムでは、6種類のジャンプと1回転から4回転までの回転数とに応じて基礎点が定められ、実施したジャンプの出来栄えは後述するGOEによる加点・減点で評価される。基礎点は、難しいとされているジャンプほど高く設定されているが、難しさの度合いと得点の大小の開きが比例しているか否かについては疑問も呈されている。また、ジャンプの難易度とは別の問題として、選手によっての得手・不得手がある。

## ジャンプの種類
1984年のISU（国際スケート連盟）のルールブックに登録されているジャンプは、半回転から3回転半するジャンプまでで45種類ある。可能・不可能を考慮しなければ、3回転半するジャンプまでで138種類ある。回転数を考慮しなくとも20種類以上のジャンプが存在する。主要ジャンプISU（国際スケート連盟）によってジャンプ要素として認められている（すなわち、ISUが公認する競技会で“ジャンプ”として採点対象になる）ものは次の6種類である。
トウループ (Toe loop、略記：T) <難易度：最低>
踏み切る瞬間に、着氷時のスケーティングレッグのバックアウトエッジに乗り、後向きに踏み切るトウジャンプ。
コンビネーション（連続）ジャンプ（後述）の第2、第3ジャンプとしてもよく用いられる。
1920年代に、スケート選手ではなくアイスショーの役者であったブルース・メープス (Bruce Mapes) が行ったのがその始まりである。
現在、ISU公式競技会で4回転トウループを成功させている選手は男子では複数人、女子ではアレクサンドラ・トゥルソワ、カミラ・ワリエワ、マイア・フロミフ、ミア・カリン、ベロニカ・ジリナ、ソフィア・アカチエワ、アナスタシア・ジニナ、住吉りをん。ISU公式競技会で4回転トウループを初めて成功させた選手は、男子ではカナダのカート・ブラウニング（1988年：世界選手権）、女子ではロシアのアレクサンドラ・トゥルソワ（2018年：世界ジュニアフィギュアスケート選手権）。
サルコウ (Salchow、略記：S) <難易度：低>
踏み切る瞬間に、着氷時のスケーティングレッグとは逆脚のバックインエッジに乗り、フリーレッグの遠心力を使って後向きに踏み切るエッジジャンプ。エッジが氷を離れるまで上体が1/2回転程先行し、エッジも離氷前に氷上で1/2回転程回転するのが特徴。
20世紀初頭に、スウェーデンのウルリッヒ・サルコウ (Urlich Salchow) が行ったのがその始まりである。
現在、ISU公式競技会で4回転サルコウを成功させている選手は男子では複数人、女子では安藤美姫、アレクサンドラ・トゥルソワ、エリザベート・トゥルシンバエワ、カミラ・ワリエワ、ソフィア・アカチエワ、ソフィア・サモデルキナ。ISU公式競技会で4回転サルコウを初めて成功させた選手は、男子ではアメリカのティモシー・ゲーブル（1997年：ジュニアグランプリファイナル）、女子では日本の安藤美姫（2002年：ジュニアグランプリファイナル）。
ループ (Loop、略記：Lo) <難易度：中>
踏み切る瞬間に、着氷時のスケーティングレッグのバックアウトエッジに乗り、後向きに踏み切るエッジジャンプ。氷上での回転 (プレローテーション) を利用して空中での回転の力を得るので、エッジは離氷前に氷上で1/4回転程回転するのが特徴。
コンビネーション（連続）ジャンプ（後述）の第2、第3ジャンプとしてもよく用いられる。
1910年に、ドイツのヴェルナー・リットベルガー (Werner Rittberger) が行ったのがその始まりである。
現在、ISU公式競技会で4回転ループを成功させている選手は男子では複数人、ISU公式競技会で4回転ループを初めて成功させた選手は、男子では日本の羽生結弦（2016年：オータムクラシック）、女子ではまだいない。
フリップ (Flip、略記：F) <難易度：中高>
着氷時のスケーティングレッグとは逆脚のバックインエッジにのって後向きに踏み切るトウジャンプ。空中での回転と同じ向きのターンから行う。
インサイドエッジにのっていないフリップジャンプは、俗に「リップ (Lip) 」と呼ばれることもある。
その発案者の記録が残っていない唯一のジャンプであるが、1930年代迄には既に頻繁に行われるようになっていた事実は知られている。
現在、ISU公式競技会で4回転フリップを成功させている選手は男子では複数人、女子では2人 (アレクサンドラ・トゥルソワ、アンナ・シェルバコワ)。ISU公式競技会で4回転フリップを初めて成功させた選手は、男子では日本の宇野昌磨（2016年：コーセー・チームチャレンジカップ）、女子ではロシアのアレクサンドラ・トゥルソワ（2019年：グランプリファイナル）。
ルッツ (Lutz、略記：Lz) <難易度：高>
着氷時のスケーティングレッグとは逆脚のバックアウトエッジにのって後向きに踏み切るトウジャンプ。アウトエッジで踏み切ることによりジャンプまでに体にかかる回転の力の方向と、空中での回転の方向が逆になる唯一のジャンプ。
アウトサイドエッジにのっていないルッツジャンプは、俗に「フルッツ (Fluz) 」と呼ばれることもある。
1913年に、オーストリアのアロイス・ルッツ (Alois Lutz) が行ったのがその始まりである。
現在、ISU公式競技会で4回転ルッツを成功させている選手は男子では複数人、女子では3人 (アレクサンドラ・トゥルソワ、アリサ・リュウ、アンナ・シェルバコワ)。ISU公式競技会で4回転ルッツを初めて成功させた選手は、男子ではアメリカのブランドン・ムロズ（2011年：NHK杯）、女子ではロシアのアレクサンドラ・トゥルソワ（2018年：JGPアルメニア大会）。
アクセル (Axel、略記：A) <難易度：最高>
着氷時のスケーティングレッグとは逆脚の前向きアウトエッジに乗り、フリーレッグを振り上げ前向きに乗り踏み切るエッジジャンプ。
前向きに踏み切る唯一のジャンプである。そのため、他のジャンプより半回転多く回転する必要があるので難易度が高い。日本では～回転半ジャンプとも呼ばれる所以である。
1882年に、ノルウェーのアクセル・パウルゼン (Axel Paulsen) が行ったのがその始まりである。
トリプルアクセル（3回転半）には、男子選手ではカナダのヴァーン・テイラー（1978年：世界選手権）が、女子選手では日本の伊藤みどり（1988年：NHK杯）が初めて成功した。
ISU公式競技会で4回転アクセルを初めて成功させた選手は、男子ではアメリカのイリア・マリニン（2022年：2022年USインターナショナルクラシック）、女子はまだいない。

### ジャンプコンビネーション
ジャンプコンビネーションは、ジャンプを着氷した足（一般的な逆時計回りの場合は右足、時計回りの場合は左足）でステップやターンをせず再び次のジャンプを連続して跳ぶことを指す。
1つ目のジャンプをファーストジャンプ、2つ目のジャンプをセカンドジャンプ、3つ目のジャンプをサードジャンプと呼ぶ。
国際スケート連盟が公認する6種類のジャンプは、右足のバックアウトサイドエッジ（時計回りは左足バックアウトサイドエッジ）での着氷となるため、通常は次に跳ぶセカンドジャンプならびにサードジャンプは、トウループジャンプかループジャンプに限定される。しかし、2018年ネーベルホルン杯においてアルトゥール・ドミトリエフ が反時計回りジャンプにもかかわらず左足で着氷し、世界で初めて3Lz+3Fのコンビネーションを成功させ、それが認定された。そのため、セカンドジャンプならびにサードジャンプにおいて全てのジャンプを試行してもルール上は問題ないが、通常と逆の足で着氷する技術を実戦投入している選手はフィギュアスケートの歴史上で上記のアルトゥール・ドミトリエフ 以外いないため、非常に稀な例であるといえる。
コンビネーションジャンプの基礎点（Base Value）は、各ジャンプの基礎点をそのまま加算したものとなる。 例：4T+3T［9.5+4.2］→ 13.7点 ， 3A+1Eu+3Sx［ (8.0+0.5+4.3)×1.1 ］→ 14.08点
ジャンプコンビネーションの出来栄え点（GOE）は、試行したジャンプコンビネーションのうち最も基礎点が高いジャンプに乗じて評価される。例：4T+3T（GOE+5の場合）→ +4.75点 ， 3A+1Eu+3Sx［GOE-2.5の場合］→ -2.00
なお、国際スケート連盟のルールではジャンプコンビネーションの試行回数に上限があり、最高3連続のジャンプまでとなっている。そのため、4連続以上のコンビネーションジャンプはエキシビションなどでしか目にすることはない。

### ジャンプシークエンス
ジャンプシークエンスは、複数の主要6種類のジャンプの間を、その他のジャンプやホップでリズミカルにつないで跳ぶ連続ジャンプを指す。着氷した足で再び跳ぶジャンプコンビネーションに比べ難易度は低いものの、セカンドジャンプ以降にトウループジャンプやループジャンプ以外のジャンプを跳ぶことが可能なため、バリエーションは豊富である。ただし、シークエンスの中にはターン／ステップ、ストローキングなどの動作を含んではならない。シークエンスジャンプは、各ジャンプの基礎点を加算したものに0.8掛けしたもの（ただし、2022/23シーズンでは、この80％が100%へ変更された。）を基礎点とする。これは、コンビネーションジャンプを失敗した結果のカバーとしてステップアウトから2番目のジャンプを跳んだものを実質的に減点できる反面、難度の割に低得点となる為にジャンプの多彩な組み合わせの試みを制限するものともなっている。2番目のジャンプとして、競技会ではホップしてからのダブルアクセルがよく使われる他、羽生結弦は4回転トウループからホップしてトリプルアクセルを使う事がある。
ISU公式競技会で、男子では日本の羽生結弦が、4回転トゥーループ - トリプルアクセル（シークエンス）に初めて成功している（2018年：グランプリオブヘルシンキ）

### 3連続のコンビネーションジャンプ
2010年、繋ぎにハーフループを用いた場合、1回転のループジャンプを挟んだ3連続のコンビネーションジャンプとして採点されるようになるルール改正があった。その後もルール改正があり、採点は同じだが、表記上は1回転のループジャンプではなくオイラージャンプとして記録されるようになった。
ISU公式競技会で、男子では日本の羽生結弦が、4回転トゥーループ - 1Eu - 3回転フリップに初めて成功している（2019年：スケートカナダ）

### スロージャンプ

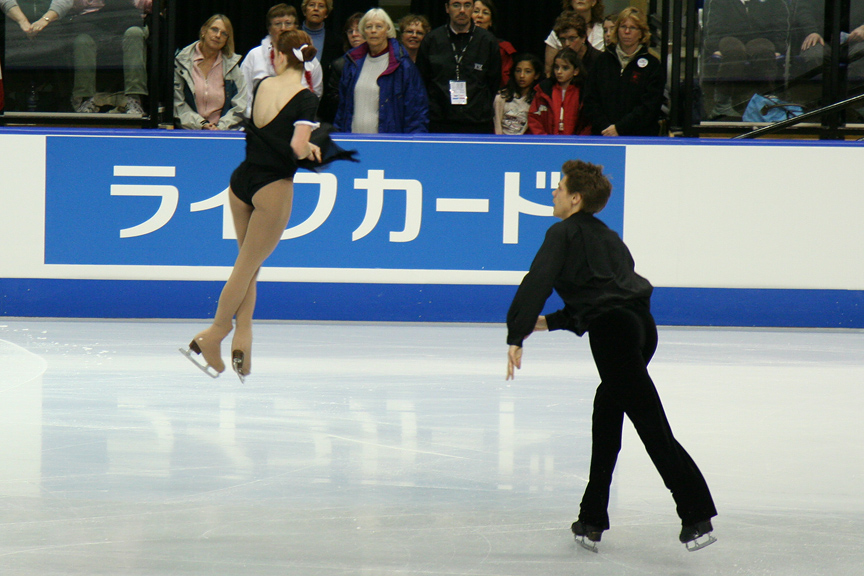
スロージャンプ

ペアにおいて必須要素である。スローイングジャンプとも呼ばれる。女性のジャンプを男性が補助し投げ上げるペアのみに見られる。男性の補助があるため通常のジャンプに比べより高くより遠くへ跳ぶことができるが、転倒などの危険も伴う。
種類は、女性の踏み切り時のエッジやポジションによって区別され、国際スケート連盟が公認するスロージャンプは単独ジャンプと同じトウループジャンプ、サルコウジャンプ、ループジャンプ、フリップジャンプ、ルッツジャンプ、アクセルジャンプの全6種類で、スロー3回転ループ（スロートリプルループ）、スロー3回転サルコウ（スロートリプルサルコウ）などと呼ばれる。
略記では各ジャンプの種類の略記の後尾にThが付加される。
ISU公式大会で4回転スロージャンプ(サルコウ)を初めて成功させたペアは、アメリカのティファニー・バイス/デレク・トレント組（2007年：エリック・ボンパール杯）。2002年ソルトレークシティオリンピックで中国の申雪/趙宏博組がスロー4回転サルコウに挑戦し、4回転自体には成功するも、降りた直後のつなぎのスケーティングで転倒したため、ISUの認定はされなかった。
ISU公式大会でスロートリプルアクセルを初めて成功させたペアは、井上怜奈/ジョン・ボルドウィン組（2006年：トリノオリンピックSP）。

### その他のジャンプ
バニーホップジャンプ前向きに滑りながら飛び上がり、回転をせずに降りるジャンプを言う。飛び跳ねるように走るウサギに似ていることから名付けられたもので、初心者などの練習で使われる初歩的なジャンプである。
ワルツジャンプアクセルジャンプと同じように前向きアウトエッジで滑りながら右足（時計回りなら左足）を振り上げ、空中で半回転をして後ろ向きで着氷するジャンプを言う。スリージャンプとも呼ばれる。
マズルカジャンプトウループジャンプと同じ踏み切りで、空中で半回転をして前向きで着氷するジャンプを言う。空中で足を広げるなどの動作を伴うことが多い。
ハーフループジャンプファーストジャンプの着氷後に続けてジャンプをしてエッジを入れ換えるジャンプを言う。踏み切りがループジャンプと同じであるが、踏み切った足と反対側の足のバックインサイドエッジで着氷する点が異なる。ジャンプシークエンスのなかで繋ぎとして用いられ、サルコウジャンプなどに続けることが多い。2010-2011のシーズンからシングルループとして認定されるようになり、これを繋ぎとして用いたジャンプシークエンスはジャンプコンビネーションと見なされるようになった。
ウォーレイ右足（時計回りなら左足）のバックインサイドエッジで踏み切り、同じ足のバックアウトサイドエッジで着氷するジャンプ。インサイドエッジで踏み切るループジャンプとも言える。ジャンプの前のステップ、フリースケーティングムーブメントとして行なわれることが多い。

### ジャンプの一覧
| 名前       | 踏切エッジ | 回転方向 | 回転数 | 着氷エッジ |
| ---------- | ---------- | -------- | ------ | ---------- |
| アクセル   | LFO        | T        | 1.5    | RBO        |
| ループ     | RBO        | T        | 1      | RBO        |
| トウループ | RBO+!      | T        | 1      | RBO        |
| サルコウ   | LBI        | T        | 1      | RBO        |
| フリップ   | LBI+!      | T        | 1      | RBO        |
| ルッツ     | LBO+!      | C        | 1      | RBO        |

表の記号の説明
- L: 左、R: 右、F: 前進、B: 後進、O: アウトエッジ、I: インエッジ
- +!: トウを突いてのジャンプ
- T: ジャンプ前の滑走方向と空中での回転方向が順方向(スリー方向)
- C: ジャンプ前の滑走方向と空中での回転方向が逆方向(カウンター方向)

## ジャンプの評価

### 得点
ISUジャッジングシステムにおけるジャンプの得点はフィギュアスケートの採点法を参照。